# 集团军级支队B
集团军级支队B（Armee-Abteilung B）又名“盖德集团军级支队”（Armee-Abteilung Gaede），是第一次世界大战期间德意志帝國陸軍的一个军團级单位。该部队一直在西方戰線作战，被部署在战线最左翼，而且直抵瑞士边境。
至战争末期，集团军级支队B下辖的大部分单位都是素质较低的国土防卫部队和骑兵步枪师，表明该集团军级支队所处战区的作战烈度相对较低。